# Чатфілд (Огайо)
Чатфілд (англ. Chatfield) — селище (англ. village) в США, в окрузі Кроуфорд штату Огайо. Населення — 205 осіб (2020).

## Географія
Чатфілд розташований за координатами 40°57′7″ пн. ш. 82°56′29″ зх. д. / 40.95194° пн. ш. 82.94139° зх. д. (40.951832, -82.941371).  За даними Бюро перепису населення США в 2010 році селище мало площу 0,78 км², уся площа — суходіл.

## Демографія
Згідно з переписом 2010 року, у селищі мешкало 189 осіб у 75 домогосподарствах у складі 56 родин. Густота населення становила 243 особи/км².  Було 87 помешкань (112/км²).
Расовий склад населення:
| - 97,4 % — білих - 0,5 % — корінних американців |

До двох чи більше рас належало 2,1 %. Частка іспаномовних становила 1,6 % від усіх жителів.
За віковим діапазоном населення розподілялося таким чином: 23,8 % — особи молодші 18 років, 63,0 % — особи у віці 18—64 років, 13,2 % — особи у віці 65 років та старші. Медіана віку мешканця становила 42,1 року. На 100 осіб жіночої статі у селищі припадало 101,1 чоловіків;  на 100 жінок у віці від 18 років та старших — 92,0 чоловіків також старших 18 років.
Середній дохід на одне домашнє господарство  становив 47 305 доларів США (медіана — 45 982), а середній дохід на одну сім'ю — 50 654 долари (медіана — 46 786). За межею бідності перебувало 7,7 % осіб, у тому числі 5,3 % дітей у віці до 18 років та 0,0 % осіб у віці 65 років та старших.
Цивільне працевлаштоване населення становило 129 осіб. Основні галузі зайнятості: виробництво — 37,2 %, освіта, охорона здоров'я та соціальна допомога — 15,5 %, роздрібна торгівля — 10,1 %, будівництво — 10,1 %.